# Katastrofa lotu China Airlines 204
Katastrofa lotu China Airlines 204 – katastrofa lotnicza z 26 listopada 1989. W jej wyniku Boeing 737-209 należący do linii China Airlines uderzył w górę niedługo po starcie, zabijając wszystkie 54 osoby na pokładzie.

## Samolot
Maszyną obsługującą lot 204 był Boeing 737-209 (nr rej. B-180) o numerze seryjnym 23795/1319. Samolot został wyprodukowany 3 grudnia 1986.

## Przebieg lotu
Maszyna odbywała planowy lot krajowy z Hualian do Tajpej. 10 minut po starcie, gdy maszyna była na wysokości około 7000 stóp (2100 m), doszło do zderzenia z górą około 5 km na północ od lotniska. Zginęły wszystkie 54 osoby na pokładzie. Jak wykazało śledztwo, przyczyną był błąd pilotów, którzy wystartowali ze złego pasa, a następnie użyli procedury wznoszenia dla pasa, z którego mieli początkowo startować, przez co samolot skręcił w lewo w kierunku gór, zamiast w prawo w kierunku morza.